# Инус
Ину́с, Энунт (др.-греч. Οἰνοῦς, греч. Οινούντας) — река в Греции, на полуострове Пелопоннесе, левый приток Эвротаса. Берёт начало в горах Парнон на северо-восточной границе Лаконии. Изливается в Эвротас севернее Спарты.
На берегах Инуса находился древний город Селласия, ныне деревня Селасия.
В XIX веке была известна как Келефина (Κελεφίνα).